# フィックの法則
フィックの法則（フィックのほうそく、英: Fick's laws of diffusion）とは、物質の拡散に関する基本法則である。気体、液体、固体（金属）どの拡散にも適用できる。フィックの法則には、第1法則と第2法則がある。
この法則は、1855年にアドルフ・オイゲン・フィックによって発表された。フィックは拡散現象を、熱伝導に関するフーリエ (1822) の理論と同じように考えることができるとしてこの法則を与えた。

## フィックの第1法則
第1法則は、定常状態拡散、すなわち、拡散による濃度が時間に関して変わらない時に使われる、「拡散流束は濃度勾配に比例する」という法則である。工業的に定常状態拡散は水素ガスの純化に見られる。数式で表すと、
{\displaystyle {\boldsymbol {J}}=-D\operatorname {grad} c}
あるいは1次元なら、
{\displaystyle J=-D{\frac {\mathrm {d} c}{\mathrm {d} x}}}
となる。ここで、記号の意味は以下である：
- J は拡散束または流束 (flux)といい、単位時間当たりに単位面積を通過する、ある性質の量と定義される。質量が通過する場合には次元は[ML-2T-1]で与えられる。
- D は拡散係数 (diffusion coefficient)といい、次元は[L2T-1]
- c は濃度で、次元は[ML-3]
- x は位置で、次元は[L]

### 導出

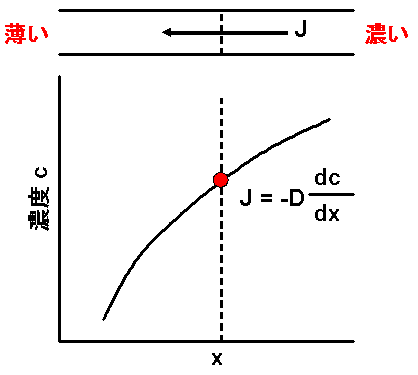
任意の位置x における拡散流束J は濃度勾配に比例する

1次元で説明する。区間{\displaystyle [x,x+a]} の間にある粒子数を{\displaystyle N(x)} とおく。粒子はそれぞれ独立に運動していて、時間{\displaystyle \tau } 後に左か右に確率{\displaystyle 1/2} で距離{\displaystyle a} 移動すると仮定する。区間{\displaystyle [x,x+a]} を右に通過する粒子数は
{\displaystyle -{\frac {1}{2}}(N(x+a)-N(x))}
となるから、流束{\displaystyle J} は微小な{\displaystyle a,\tau } に対して
{\displaystyle J=-{\frac {1}{2\tau }}(N(x+a)-N(x))=-{\frac {1}{2\tau }}{\frac {\mathrm {d} N}{\mathrm {d} x}}a}
となる。濃度{\displaystyle c=N/a} で書き換えると
{\displaystyle J=-D{\frac {\mathrm {d} c}{\mathrm {d} x}}}
ここで、
{\displaystyle D={\frac {a^{2}}{2\tau }}}
である。{\displaystyle D} を定数としていることは、平均自由時間{\displaystyle \tau } よりも長時間の時間スケールで運動を見ているということ（粗視化）を意味する。

## フィックの第2法則
第2法則は、非定常状態拡散、すなわち、拡散における濃度が時間に関して変わる時に使われる。実際の拡散の状態は、非定常状態がほとんどである。拡散係数D が定数のとき、濃度c の時間変化は次の拡散方程式で表される：
{\displaystyle {\frac {\partial c}{\partial t}}=-\operatorname {div} {\boldsymbol {J}}=D\nabla ^{2}c}
これは広義の連続の式と等価である。あるいは1次元なら、
{\displaystyle {\frac {\partial c}{\partial t}}=D{\frac {\partial ^{2}c}{\partial x^{2}}}}
記号は第1法則と同様である。

### 導出

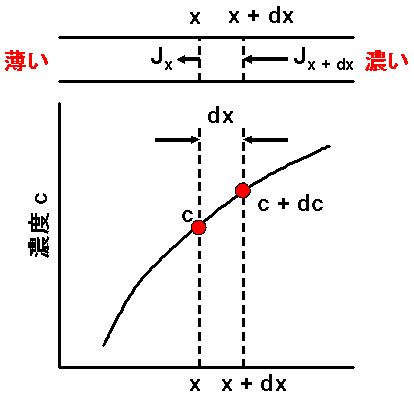
フィックの第2法則導出模式図
位置と濃度の時間変化が、それぞれdx とdc である

第2法則は、第1法則から導く。第1法則で導いたのと同じように、単位面積の断面を持つパイプ状の物体を想定する。x とx + dx にはさまれた体積dx の部分の濃度をcとすると、その中の溶質の量はcdxと書ける。この時間的変化 ∂c/∂t dxを考える。
この時、x + dx の境界を通して注目している領域に流れ込む溶質の量はJ(x + dx)、この領域からx の境界を通して流れ出る溶質の量はJ(x) である。これより、
{\displaystyle {\frac {\partial c}{\partial t}}\mathrm {d} x=J(x)-J(x+\mathrm {d} x)}   ・・・(1)
ここで第1法則より
{\displaystyle J(x)=-D\left({\frac {\partial c(x,t)}{\partial x}}\right),}
{\displaystyle J(x+\mathrm {d} x)=J(x)+{\frac {\partial J(x)}{\partial x}}\mathrm {d} x=-D\left({\frac {\partial c(x,t)}{\partial x}}\right)_{x}-{\frac {\partial }{\partial x}}\left(D{\frac {\partial c(x,t)}{\partial x}}\right)_{x}\mathrm {d} x}
であるから、これらを式(1)に代入してフィックの第2法則が導き出される。
- D が定数の場合は、

{\displaystyle {\frac {\partial c}{\partial t}}=D{\frac {\partial ^{2}c}{\partial x^{2}}}}
となり、比較的容易に解くことができる。初期条件および境界条件によって、いくつかの解がある。
- D が定数でない場合は、

{\displaystyle {\frac {\partial c}{\partial t}}={\frac {\partial }{\partial x}}\left(D{\frac {\partial c}{\partial x}}\right)={\frac {\partial D}{\partial x}}{\frac {\partial c}{\partial x}}+D{\frac {\partial ^{2}c}{\partial x^{2}}}}
となる。D の関数形にもよるが、解くのは困難になる。

## 一般の場合
上記では拡散係数D は等方的な定数であるとしたが、より一般には、方向に依存し、濃度勾配と流束が平行であるとは限らない。この場合、D は2階のテンソル量となる。

## 拡散係数
| 物質1      | 物質2 | 拡散係数（m2/s） | 備考                        |
| ---------- | ----- | ---------------- | --------------------------- |
| O2         | N2    | 1.74×10−5        | 0°C                         |
| CO2        | 水    | 1.70×10−9        | 20°C                        |
| 水銀       | Cd    | 1.53×10−9        | 20°C                        |
| エタノール | 水    | 1.13×10−9        | 27°C、1気圧、x C2H6O = 0.05 |
| エタノール | 水    | 0.90×10−9        | 27°C、1気圧、x C2H6O = 0.5  |
| エタノール | 水    | 2.20×10−9        | 27°C、1気圧、x C2H6O = 0.95 |
| ショ糖     | 水    | 5.22×10−10       | 27°C、1気圧                 |
| 金属       |       | 10-12            | 融点直下、                  |

### アインシュタイン・ストークスの式
ガス分子などの分子拡散の場合、拡散現象はブラウン運動による説明ができ、拡散係数D は次式で与えられる。この式をアインシュタイン・ストークスの式（Stokes-Einstein equation）という。
{\displaystyle D=kTB={\frac {kT}{6\pi \eta a}}}
- k ：ボルツマン定数
- T ：温度
- B ：移動度
- η：粘性率
- a ：分子半径

### 金属
金属などでは、拡散係数D の温度依存性は次のように表される。
{\displaystyle D=D_{0}\exp \left(-{\frac {Q}{RT}}\right)}
ここでD0 は振動数因子、Q は拡散の活性化エネルギーと呼ばれる。R は気体定数である。

## 無次元数
流体力学でよく用いられる無次元量のなかで、物質の拡散に関係するものには以下がある：
- シュミット数 - 動粘性係数と拡散係数D の比
- ルイス数 - 熱拡散率と拡散係数D の比
- ペクレ数 - 本来は慣性と熱拡散率の比だが、アナロジーとして慣性と拡散係数D の比をとることがある。